# مكالمة محصلة
المكالمة المحصلة هي مكالمة هاتفية يريد فيها الطرف المتصِل إجراء مكالمة على نفقة الطرف المتصَل به.